# Геоантиклиналь
Ге́оантиклина́ль (гео… и антиклиналь) — поднятие земной коры в пределах геосинклинальной системы. Зона длительной и интенсивной денудации. Существуют нередко в течение нескольких геологических периодов. На завершающих стадиях развития становится ядрами складчатых горных сооружений.
Ширина 50—150 км, длина до 2000 км.
Характеризуется карбонатными, эффузивными и грубообломочными формациями;
значительно меньшей, чем в геосинклиналях, мощностью слагающих пород; наличием многочисленных перерывов и несогласий.
Различают: внутренние и периферические геоантиклинали.
Примеры:
- в Казахстане — Шынгыстау.
- в России — островная дуга Курильских островов, древний хребет Уралтау в осевой части Урала, Мугоджары.
- в Kиргизии — Тянь-Шань.

## История термина
Понятие введено в книге Dana, 1873. Её автор — Джеймс Дуайт Дана — понимал под геоантиклиналью структуру, противопоставленную геосинклинали. Например, срединные массивы и орогенные пояса на материках и срединные океанические хребты в океанах. Сейчас это значение устаревшее.